# Heijō-kyō
Heijō-kyō (平城京? nota anche come Heizei-kyō o Nara no miyako) fu la capitale del Giappone per la maggior parte del periodo Nara, dal 710 al 740 e di nuovo dal 745 al 784. La capitale fu edificata nella provincia di Yamato nel 710, in occasione del trasferimento della capitale da Fujiwara-kyō a Nara, a imitazione della capitale Chang'an della dinastia Tang. L'area della capitale fa ora parte delle città di Nara e Yamatokōriyama, nella prefettura di Nara.

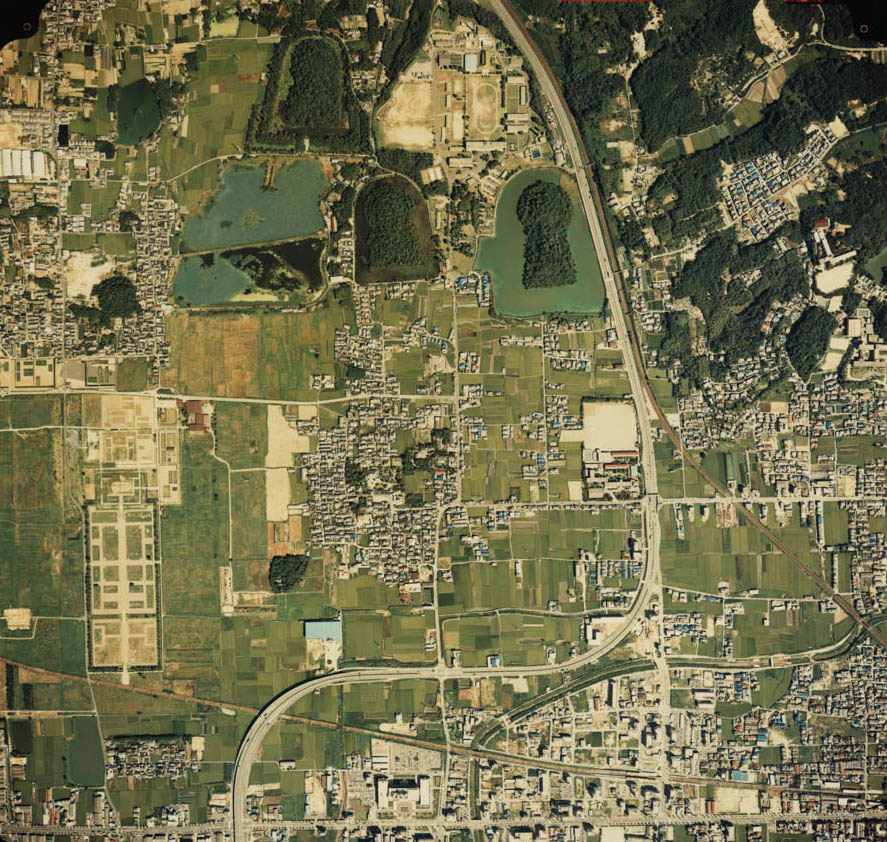
Vista satellitare del sito Heijō-kyō

Il palazzo imperiale è un patrimonio mondiale dell'UNESCO insieme ad altri luoghi della città di Nara.

## Storia
Le valutazioni sul trasferimento della capitale da Fujiwara-kyō a Heijo-kyō iniziarono nel 707 (4° anno dell'era Keiun) durante il regno dell'imperatore Monmu e nel 708 (1° anno dell'era Wadō) l'imperatrice Genmei emise un decreto imperiale per il trasferimento della capitale. Tuttavia quando il trasferimento fu completato nel 710, si pensa che fossero stati costruiti solo il palazzo imperiale, il daigokuden e altri edifici governativi, mentre i templi e le residenze furono costruiti in fasi successive prima che la capitale fosse spostata a Nagaoka-kyō nella provincia di Yamashiro.
Sebbene Heijō-kyō sia stata temporaneamente abbandonata quando la capitale fu spostata a Kuni-kyō e Naniwa-kyō, fu riportato a Heijō-kyō nel 745 (Tenpyō 17) e rimase il centro politico fino al 784 (Enryaku 3), quando la capitale fu spostata a Nagaoka-kyō. Dopo che la capitale fu spostata nella provincia di Yamashiro, fu conosciuta anche come Nanto (南都?).
Il 6 settembre 810 (Kōnin 1), l'imperatore Heizei emanò un decreto imperiale per abolire Heian-kyō e riportare la capitale a Heijō-kyō. In risposta, l'imperatore Saga mobilitò rapidamente le sue truppe e il 12 settembre l'imperatore Heizei si rasò la testa e si fece monaco (incidente Kusuko). Di conseguenza, il piano di riportare la capitale a Heijō-kyō non venne mai realizzato.
Dopo l'incidente Kusuko, il sito di Heijō-kyō non poté essere mantenuto nella sua forma originale e si dice che l'area della vecchia capitale si fosse già trasformata in un villaggio agricolo quando l'imperatore Uda fuggì nella capitale meridionale alla fine del IX secolo, ma la provincia di Yamato continuò a esistere fino al periodo Edo.

## Descrizione

### Pianificazione della città

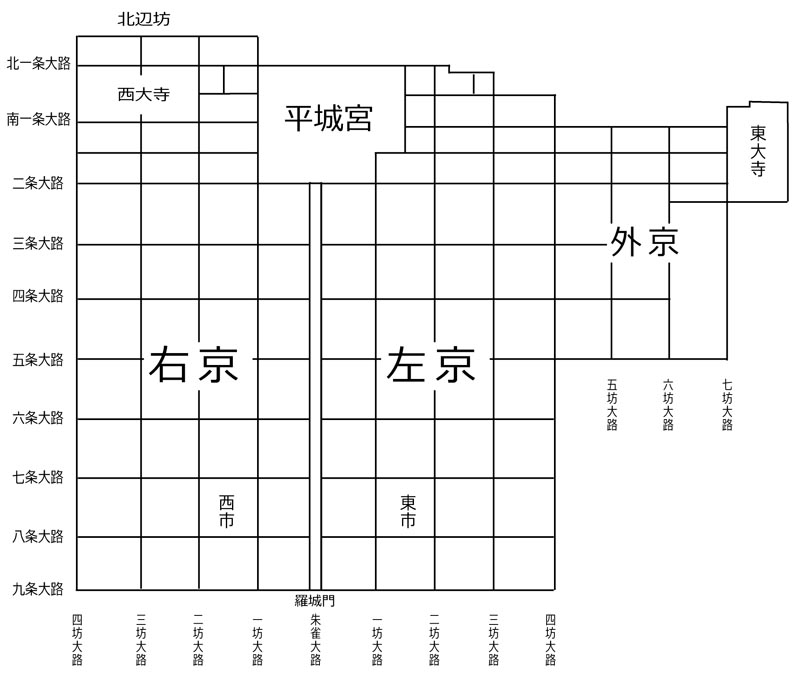
Mappa della città con il palazzo a nord, il Saidai-ji a ovest, il Tōdai-ji a est

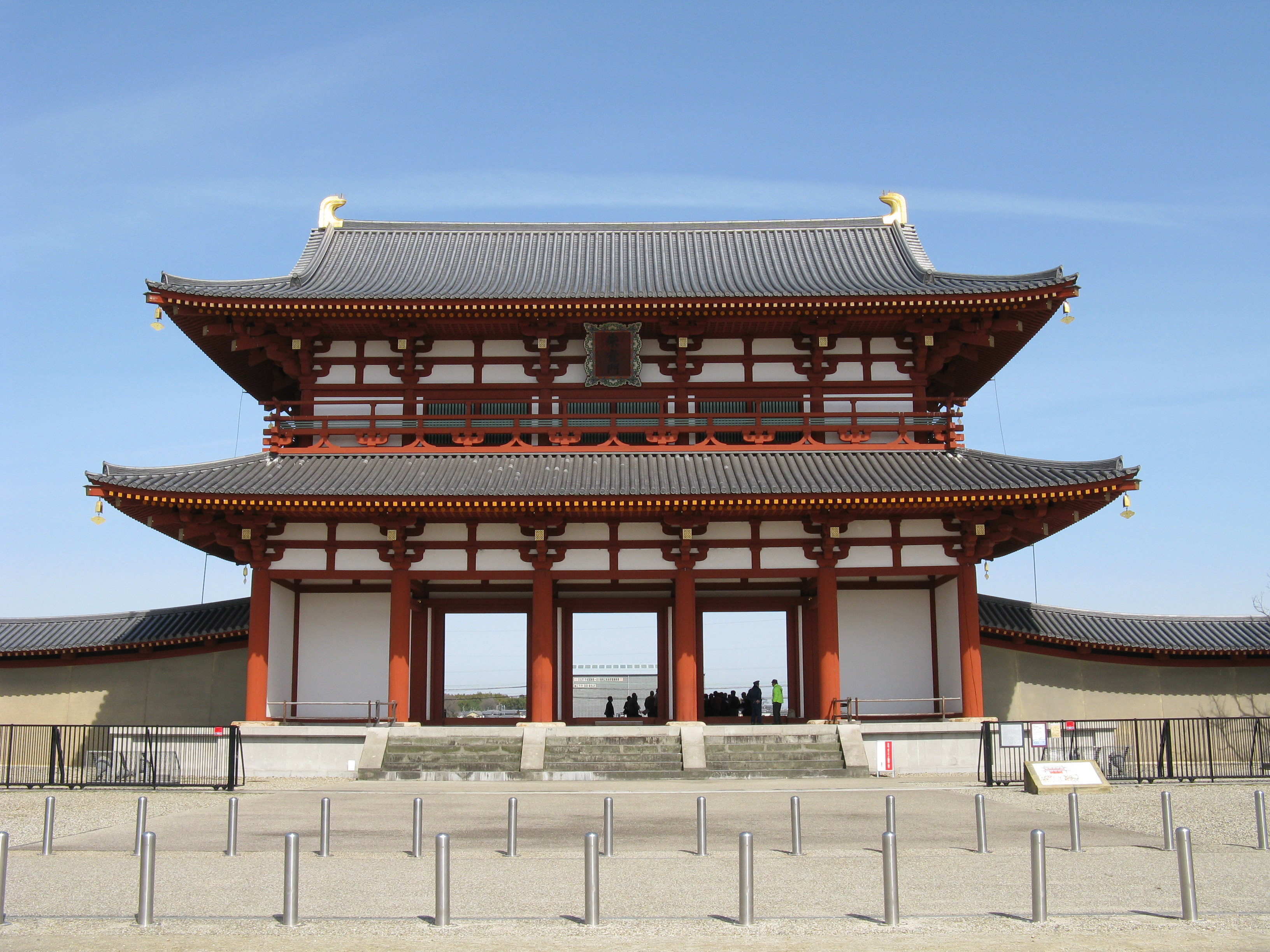
Suzakumon (restaurato)

Heijō-kyō, come il suo predecessore Fujiwara-kyō, seguì il modello della capitale cinese Tang Chang'an. Dal Rajōmon a sud al Suzakumon a nord, la strada principale Suzaku-ōji (朱雀大路?, "Via principale dell'Uccello Vermiglio"), larga 75 m, compresi i fossati, correva fino al Palazzo Heijō (平城宮?, Heijō-kyū). Questa strada principale divideva Heijō-kyō in una "capitale" orientale, Sakyō (左京?), e occidentale, Ukyō (右京?). Ciascuno dei due distretti era a sua volta diviso in nove jō (条?) da sud a nord e quattro bō (坊?) da est a ovest, un sistema di divisione distrettuale noto come sistema jōbō (条坊制?, jōbō-sei). Ciascuno di questi rettangoli, con una lunghezza del bordo di 532 m, era a sua volta costituito da 4×4 ho (保?), ciascuno con una lunghezza del bordo di 133 m. A nord-est c'era un altro distretto con 5 jō e 3 bō, chiamato la "capitale esterna" (外京?, Gekyō), che forma l'odierno centro di Nara.

### Palazzo Heijō

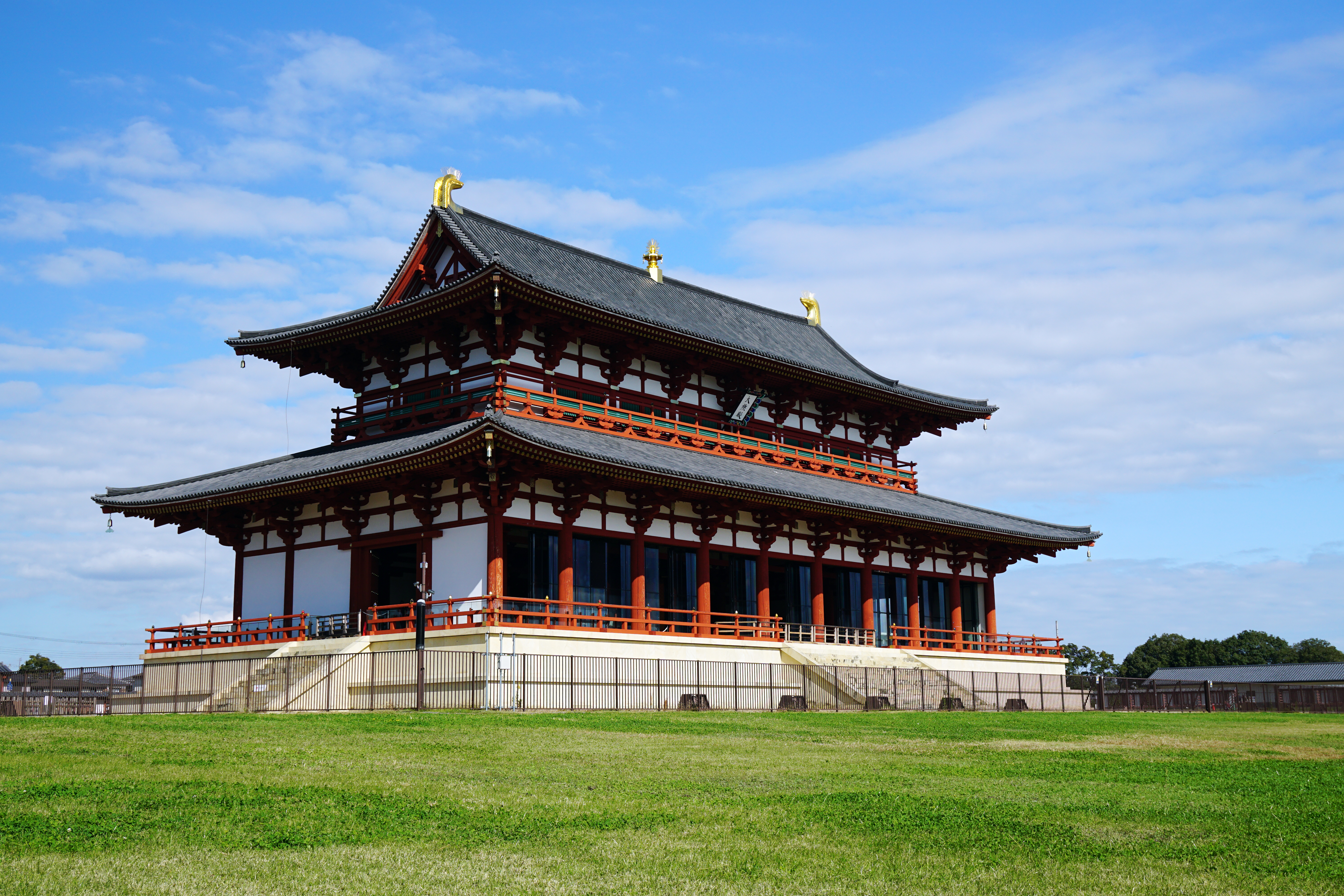
Daigokuden (restaurato)

Il Palazzo Heijō si trovava all'estremità settentrionale della via Suzaku-oji. Gli edifici principali del complesso del palazzo erano la Daigokuden (大極殿?, sala delle udienze), il chōdō-in (朝堂院?) per le cerimonie formali, la residenza dell'imperatore (内裏?, Dairi) e gli uffici dei singoli uffici. Sui ruderi sono ancora ben visibili le fondamenta di questi edifici. L'edificio centrale, il Daigokuden, situato a nord della porta Suzakumon, fu demolito quando la capitale fu trasferita a Kuni-kyō nel 740, e ricostruito sul lato est della sua vecchia posizione dopo il trasferimento della capitale da Kuni-kyō nel 745.
Quando la capitale fu trasferita a Heian-kyō, il palazzo imperiale fu abbandonato. Nel corso dei secoli, gli edifici caddero lentamente in rovina finché, nel periodo Kamakura, delle strutture fuori terra non rimase praticamente nulla; quelli sotterranei, a loro volta, sono rimasti intatti. Poiché il terreno del palazzo rimase sempre di proprietà imperiale, nessun nuovo edificio poteva essere costruito senza la sua approvazione.
Nel 1952 il sito fu dichiarato Sito storico speciale (特別史跡?, tokubetsu shiseki). Nel 1955 iniziarono gli scavi archeologici e i lavori di restauro, tanto che il Suzakumon e il Giardino Tōin (東院庭園?, Tōin teien) sono stati restaurati fino ai giorni nostri. Nel 1959 l'Organizzazione Culturale Nazionale di Nara dichiarò che il sito sarebbe rimasto invariato. Sono state fatte eccezioni per le indagini archeologiche, i restauri e la costruzione di una linea ferroviaria passante nella parte meridionale. Nel 1998 il sito è stato aperto al pubblico. Nello stesso anno il sito, insieme ai templi circostanti, fu aggiunto alla lista del Patrimonio Mondiale dell'UNESCO.

### Templi

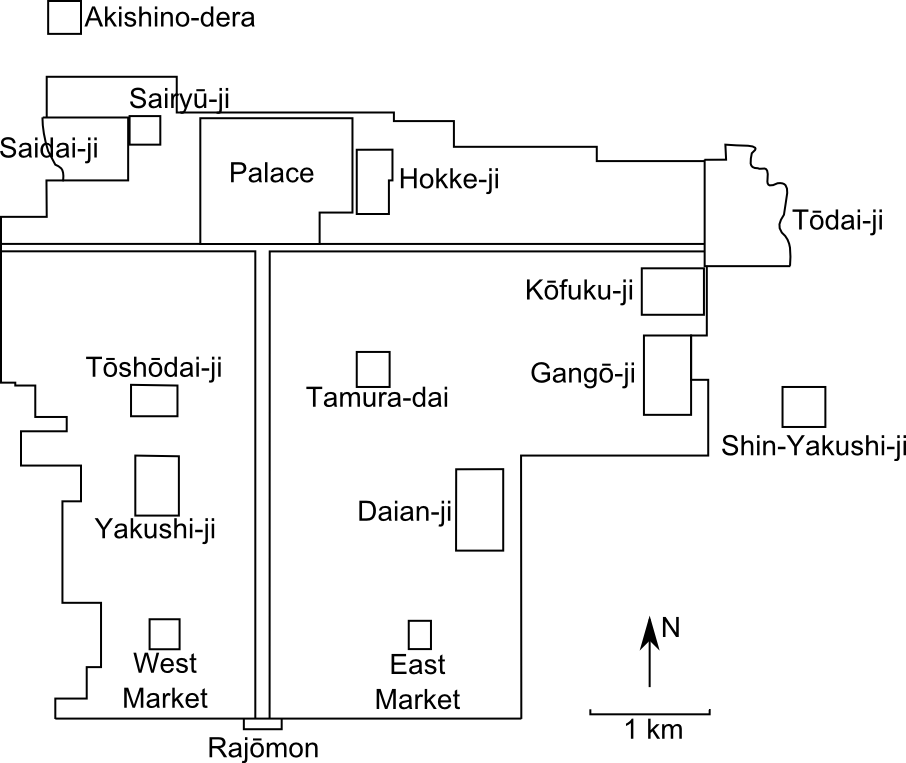
Ubicazione dei templi nella capitale

Dentro e intorno a Heijō-kyō c'erano i Nantō Shichi Daiji (南都七大寺?), i "7 grandi templi di Nara", che erano sotto speciale protezione della corte imperiale:
- Saidai-ji
- Yakushi-ji
- Daian-ji
- Gangō-ji
- Kōfuku-ji
- Tōdai-ji
- Hōryū-ji (a Ikaruga)

Altri templi sono l'Hokke-ji, il Tōshōdai-ji, lo Shin-Yakushi-ji, l'Hannya-ji e il Sugawara-ji (Kikō-ji).

## Galleria d'immagini

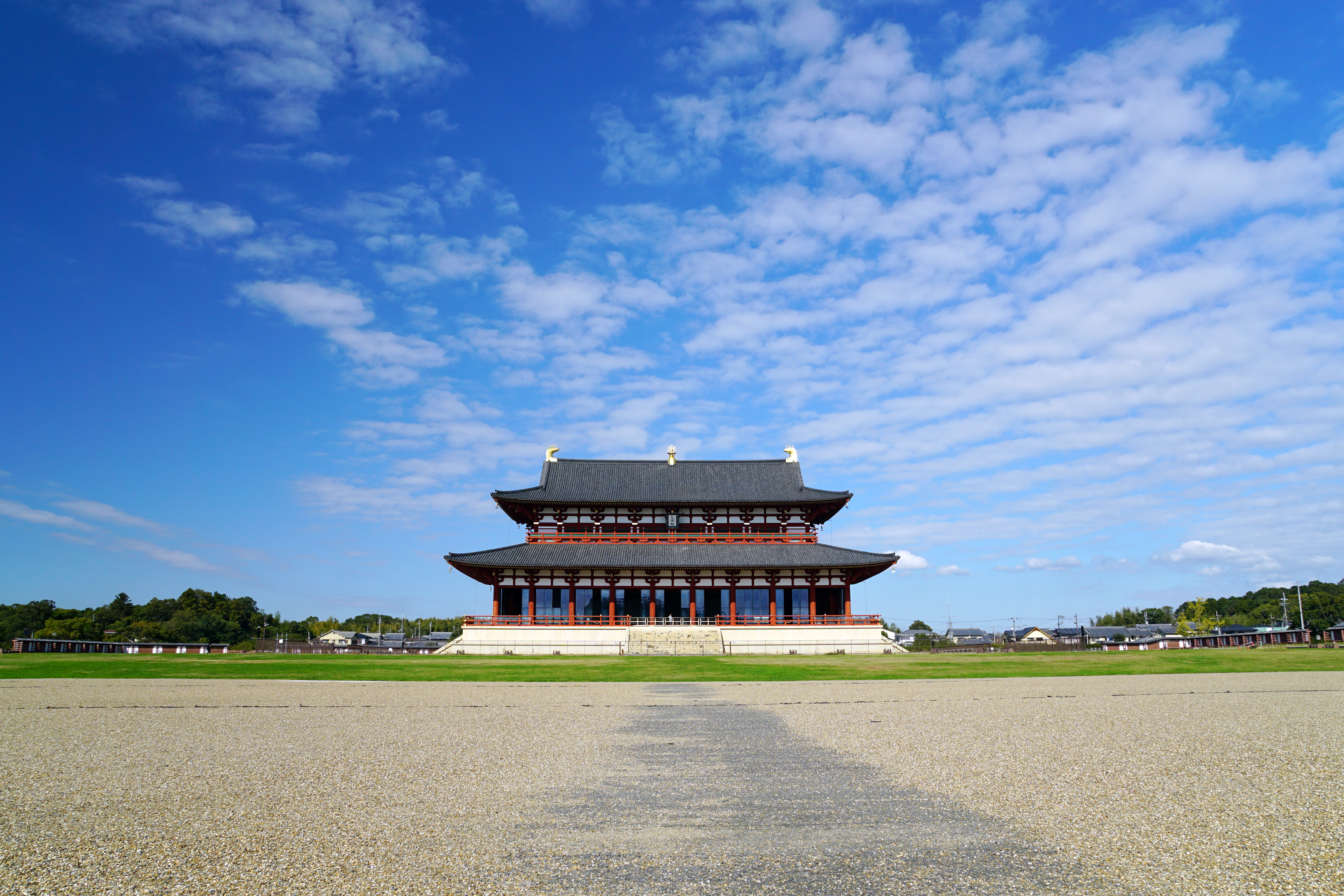
Rovine del Palazzo Heijō, 1° Daigoku-den (restaurato)
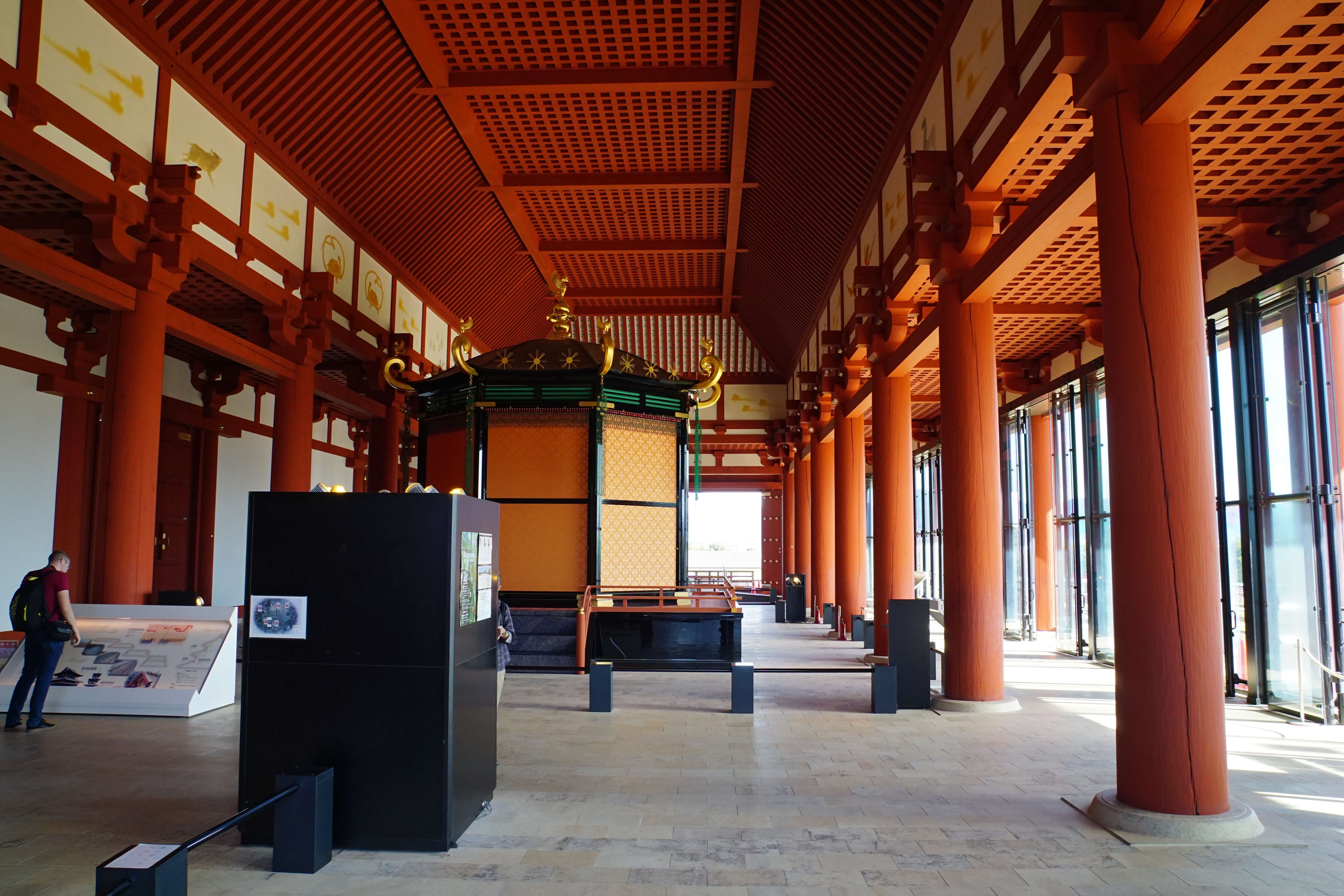
Interno del primo Daigoku-den (restaurato)
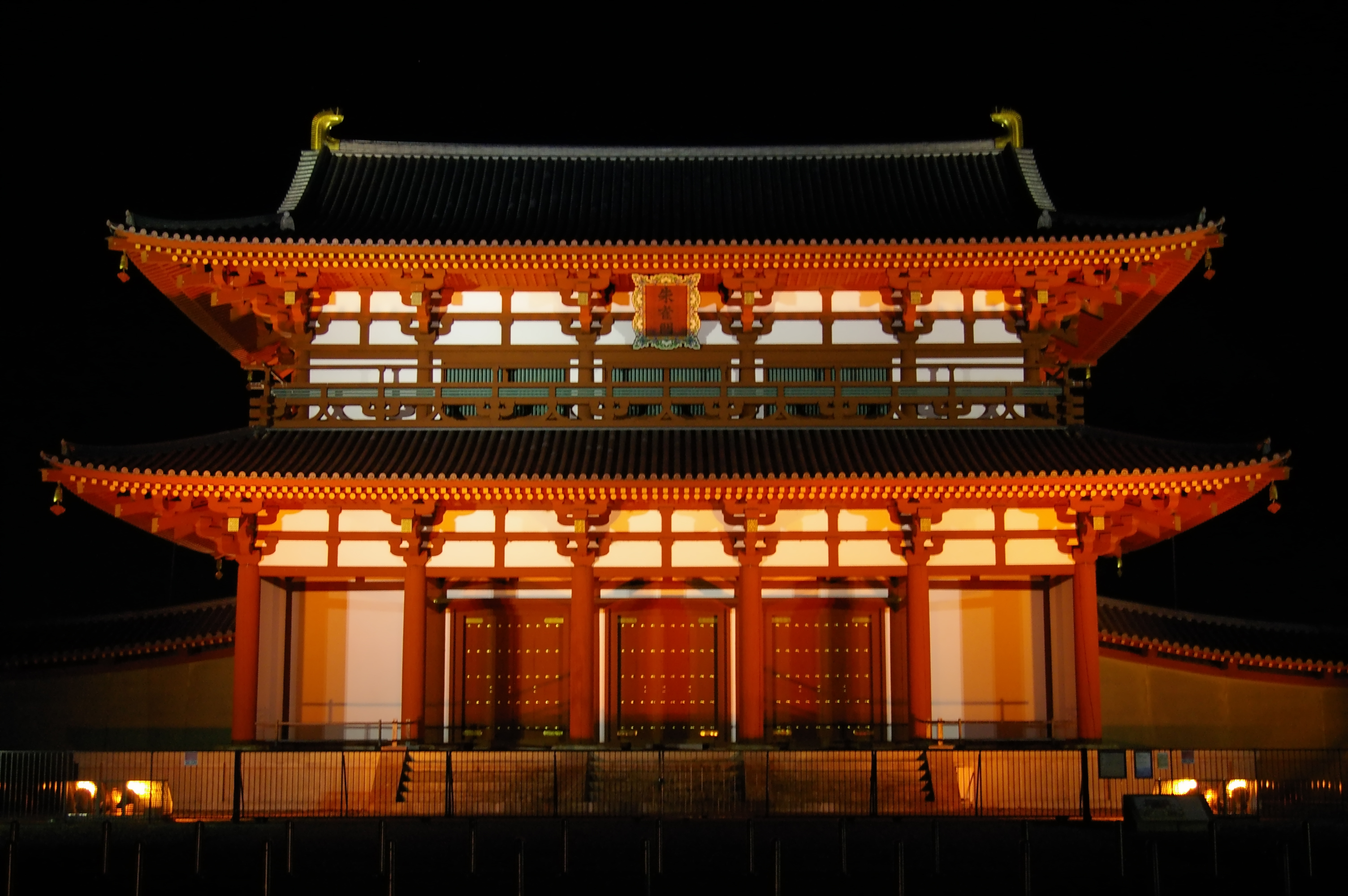
Suzakumon illuminata
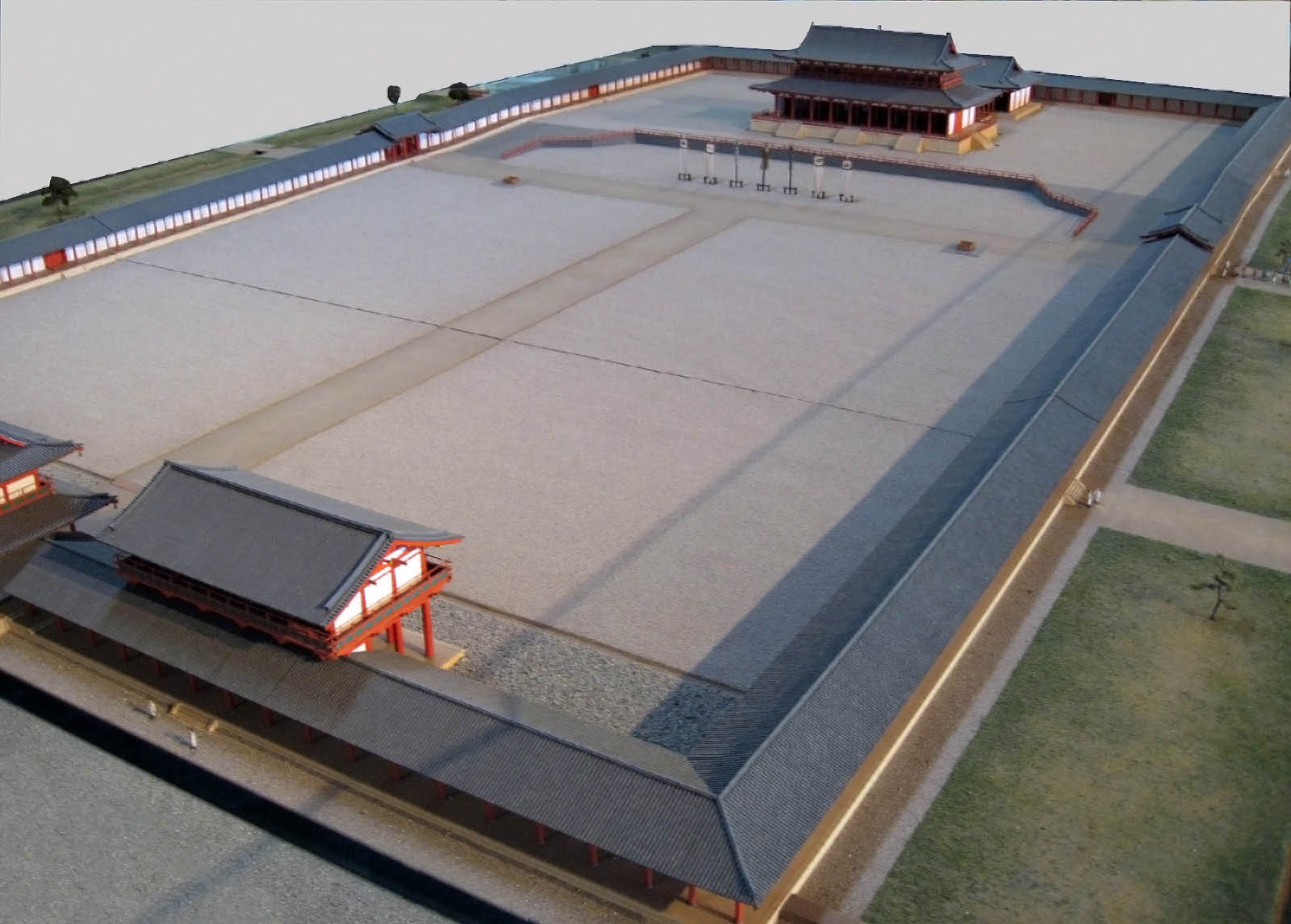
Modello in miniatura del Palazzo Heijō
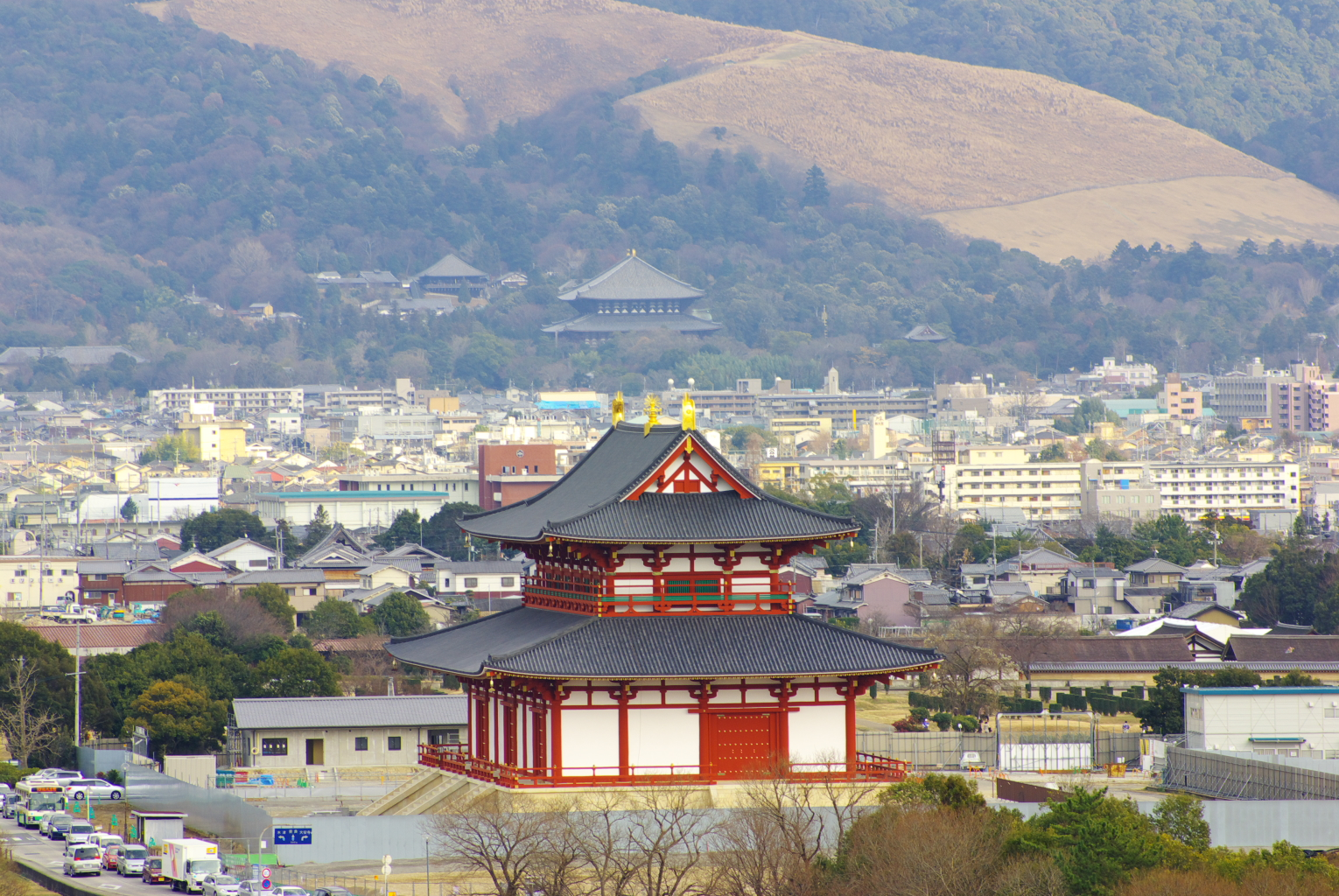
La prima sala Daigoku-den in fase di ricostruzione (al centro della foto). Sullo sfondo si vedono la Grande Sala del Buddha del Tempio Tōdai-ji e il Monte Wakakusa (gennaio 2010)
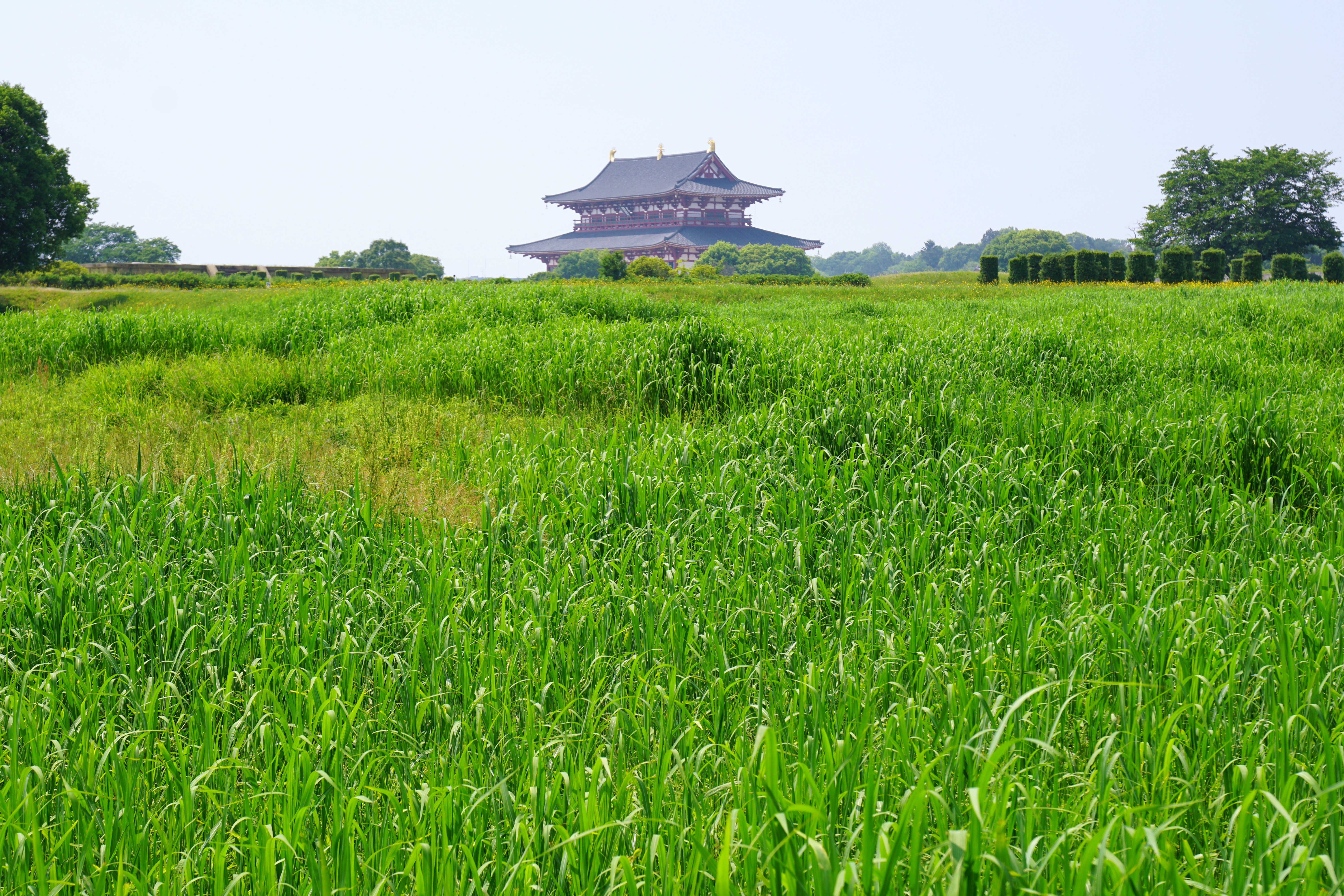
Rovine di Heijō-kyō
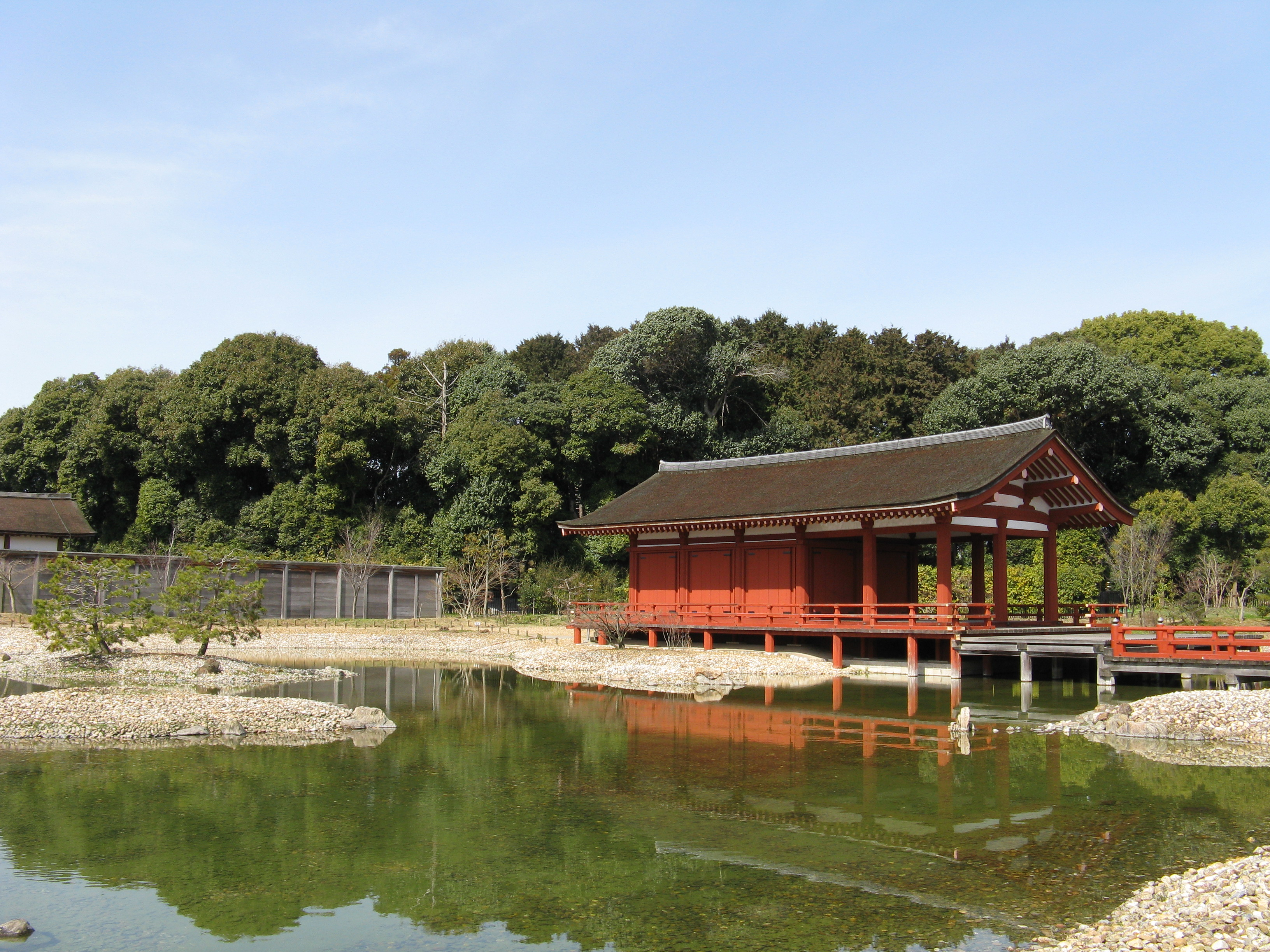
Giardino Tōin